# Amphitrite leptobranchia
Amphitrite leptobranchia är en ringmaskart som beskrevs av Maurice Caullery 1944. Amphitrite leptobranchia ingår i släktet Amphitrite och familjen Terebellidae. Inga underarter finns listade i Catalogue of Life.